# Morenito de Nîmes
Lionel Rouff,  plus connu sous le pseudonyme de « Morenito de Nîmes », né à Neuilly-sur-Seine (France) le 1er décembre 1969, est un matador français.

## Présentation
De mère sénégalaise, et de père parisien, Lionel Rouff prend l'apodo de  « Morenito  » (petit brun de peau), tout comme l'ont fait avant lui les toreros à peau brune, le célèbre Vénézuélien Morenito de Maracay, après lui Rachid Ouramdane « Morenito d’Arles » et aussi le moins chanceux « Morenito de Portugal »,.

## Carrière
Sa carrière de novillero est jalonnée de succès, notamment à Lloret de Mar le 31 mars 1991 où il se présente pour sa première novillada piquée en compagnie de Juan Carlos Belmonte devant du bétail de Hermanos Robles.
Son alternative a lieu le 17 août 1997 aux Saintes-Maries-de-la-Mer (France, département des Bouches-du-Rhône) avec pour parrain, « Chamaco » et pour témoin, Erick Cortés  devant des taureaux de la ganadería de Viento Vierde. Ce jour-là il est blessé gravement dès les premières passes de muleta, mais cela ne l'empêche pas de continuer à toréer.
Il connaît ensuite une carrière en dents de scie, avec quelques beaux succès : il coupe une oreille
le 8 mai 1999 à Nîmes en compagnie de Fréderic Leal et Swan Soto, devant des taureaux de la ganadería du Scamandre, ainsi que le 19 août 2000 à  Saint-Laurent-d'Aigouze. 
Au Pérou, en 2001, il triomphe lors de la feria de Santa Cruz de Cajamarca
Mais les offres de contrat se font plus rares on le voit encore à Vergèze le 12 mars 2005, à Nîmes le 23 mai 2007.
Il n'a pas mis fin à sa carrière. Il est souvent torero sobresaliente, il enseigne l'espagnol dans diverses institutions tout en soutenant les jeunes des toreros français. Il préside la toute récente AMTF (Association des Matadors de Taureaux Français) dont la presse taurine s'est fait l'écho des deux côtés des pyrénées,,